# اچ‌دی ۱۲۴۶۳۹
اچ‌دی ۱۲۴۶۳۹ یک ستاره است که در صورت فلکی مرغ بهشتی قرار دارد.